# Фаркаш-Ха-Коэн, Орит
Орит Фаркаш-Ха-Коэн (ивр. אוֹרִית פַרְקָשׁ־הַכֹּהֵן‎, род. 29 декабря 1970, Петах-Тиква, Центральный округ) — израильский юрист и политик, в настоящее время является депутатом Кнессета от партии «Национальное единство». Ранее она занимала посты министра науки, технологий и космоса, министра стратегического планирования и министра туризма, а также председателя Управления по электроэнергии. 

## Биография
Фаркаш-Ха-Коэн родилась в Петах-Тикве в семье Михаэля Фаркаша и Шошаны Фаркаш (урождённой Мессенберг). Она выросла в Ашдоде и училась в школе Амана в Кфар-Саве. Она прошла национальную службу в медицинском центре «Шаарей-Цедек» в Иерусалиме. После окончания службы она получила степень бакалавра права в Еврейском университете в Иерусалиме. После стажировки в окружных и верховном суде у Далии Дорнер она работала юристом в юридической фирме E.S. Shimron, I. Molho, Persky & Co. Проработав пять лет в фирме, она ушла в Антимонопольное управление, став руководителем группы по судебным разбирательствам. 
В 2003 году Фаркаш-Ха-Коэн стала юридическим консультантом Управления по электроэнергии. С 2006 по 2007 год она училась в Гарвардском университете, где получила степень магистра государственного управления в рамках стипендиальной программы Фонда Векснера. В сентябре 2011 года она была назначена временным председателем Управления по электроэнергии, а в марте следующего года получила постоянную должность. В 2015 году она была уволена правительством после того, как выступила против монополии страны на природный газ, а Движение за качественное правительство подало петицию против этого решения в Верховный суд. В 2017 году она присоединилась к Goldfarb Seligman & Co. в качестве руководителя Департамента энергетики, регулирования и инфраструктуры. 
Фаркаш-Ха-Коэн присоединилась к новой Партии стойкости Израиля в 2019 году. После того, как партия присоединилась к альянсу «Кахоль-лаван» на выборах в Кнессет в апреле 2019 года, ей дали пятнадцатое место в объединённом списке. Впоследствии она была избрана в Кнессет, поскольку альянс получил 35 мест. Она переизбиралась в сентябре 2019 года и марте 2020 года. В мае 2020 года она была назначена министром стратегического планирования в новом правительстве. После своего назначения она отказалась от своего места в Кнессете в соответствии с норвежским законом. В связи с отставкой Асафа Замира из правительства в октябре 2020 года Фаркаш-Ха-Коэн покинула Министерство стратегического планирования, чтобы заменить Замира на посту министра туризма. На выборах в марте 2021 года она была переизбрана в Кнессет и назначена министром науки, технологий и космоса в тридцать шестом правительстве. Впоследствии она снова ушла из Кнессета, и её заменила Рут Вассерман Ланде.

## Личная жизнь
Фаркаш-Ха-Коэн замужем за Одедом Ха-Коэном. У пары четверо детей, они живут в Иерусалиме.